# Chvoječná

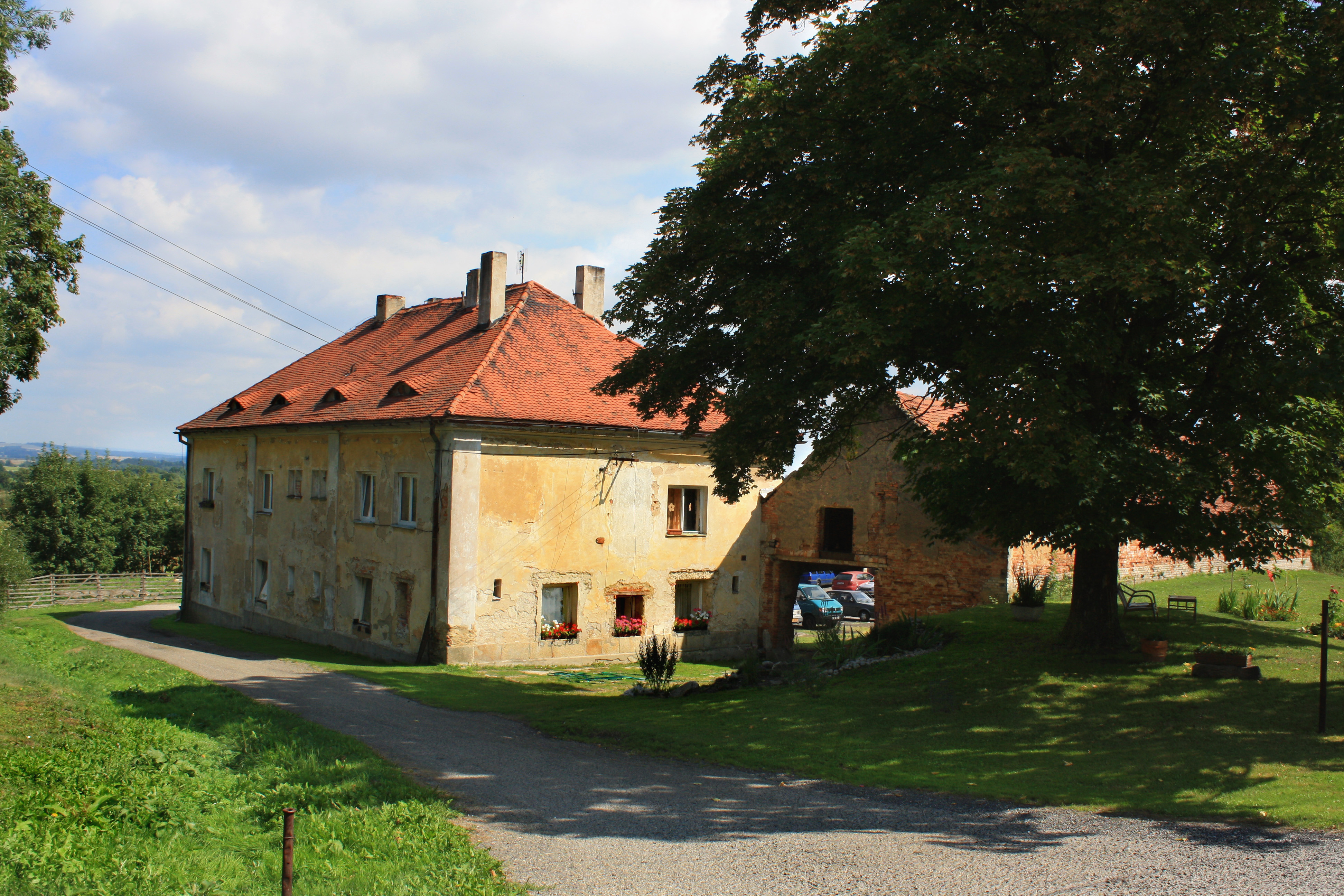
Bild auf ein Haus im Ort

Chvoječná (deutsch Sebenbach) ist eine Siedlung der Stadt Cheb (Eger) im Okres Cheb (Bezirk Cheb). Der Ort liegt rund 4 km nordöstlich von Cheb im Egerland. Die Gemarkung umfasst etwa eine Fläche von 1,87 km².

## Geschichte
Erstmals erwähnt wurde Sebenbach 1340. Die Einwohnerzahl betrug 2011 23.
| Jahr      | 1869 | 1880 | 1890 | 1900 | 1910 | 1921 | 1930 | 1950 | 1961 | 1970 | 1980 | 1991 | 2001 | 2011 |
| --------- | ---- | ---- | ---- | ---- | ---- | ---- | ---- | ---- | ---- | ---- | ---- | ---- | ---- | ---- |
| Einwohner | 74   | 77   | 75   | 71   | 62   | 63   | 52   | 10   | 30   | 15   | 16   | 24   | 16   | 23   |
| Häuser    | 10   | 11   | 11   | 8    | 8    | 9    | 9    | 4    | 4    | 3    | 4    | 4    | 2    | 3    |

## Belege
1. ↑  STATISTICKÝ LEXIKON OBCÍ ČESKÉ REPUBLIKY 2013 Podle správního rozdělení k 1.1. 2013 a výsledků sčítání lidu, domů a bytů k 26. březnu 2011 Zpracoval Český statistický úřad ve spolupráci s Ministerstvem vnitra ČR. 1. Januar 2013, S. 265, archiviert vom Original (nicht mehr online verfügbar) am 6. März 2016; abgerufen am 19. März 2024 (tschechisch).  Info: Der Archivlink wurde automatisch eingesetzt und noch nicht geprüft. Bitte prüfe Original- und Archivlink gemäß Anleitung und entferne dann diesen Hinweis.
2. ↑  Archivierte Kopie (Memento des Originals vom 27. Oktober 2022 im Internet Archive)  Info: Der Archivlink wurde automatisch eingesetzt und noch nicht geprüft. Bitte prüfe Original- und Archivlink gemäß Anleitung und entferne dann diesen Hinweis.